# Bazar
Pazar ili bazar (perzijski: بازار, arapski: بازار‎, turski: pazar, grčki: παζάρι, pazari) je trajno trgovačko područje, trgovište ili ulica s trgovinama gdje se razna roba prodaje ili razmjenjuje. Pojam se također koristi i za "mrežu trgovaca, bankara i obrtnika" koji djeluju na tom području. Riječ bāzār potječe iz perzijskih riječi baha-čar (بهاچار) u značenju "mjesto cijena". No, riječ se proširila svijetom i prihvaćena je u mnogim drugim jezicima gdje se obično koristi kao sinonim za sajmište, tj. trgovinu raznom pa i rabljenom robom po niskim cijenama.
Znameniti bazari su: 
- Baščaršija u Sarajevu (Bosna i Hercegovina)
- Kan el-Kalili u Kairu (Egipat)
- Kapali čaršija u Istanbulu (Turska)
- Moči portal u Utvrdi Lohore (Pakistan)
- Bazar oko trga Nakš-e Džahan u Isfahanu (Iran)
- Tabriški bazar (Iran) - najveći natkriveni bazar na svijetu
- Veliki bazar u Teheranu - najveći bazar na svijetu

- Kapali čaršija u Istanbulu
- Portal Isfahanskog bazara
- Sarajevska Baščaršija noću
- Kujundžiluk u Mostaru
- Džamija Džameh u dvorištu Tabriškog bazara

## Poveznice
- Novi Pazar
- Sokak